# Qibu, Zhouning
Qibu (kinesiska: 七步) är en köping i sydöstra Kina. Den ligger i Zhouning härad i staden Ningde i provinsen Fujian, omkring 110 kilometer norr om provinshuvudstaden Fuzhou. Antalet invånare är 8 373. Befolkningen består av 3 906 kvinnor och 4 467 män. Barn under 15 år utgör 15,0 %, vuxna 15-64 år 68 %, och äldre över 65 år 16,0 %.